# هيئة الأشغال العامة
هيئة الأشغال العامة "أشغال" هي هيئة الأشغال العامة في قطر ومقرها في الدفنة ، الدوحة . تأسست "أشغال" بموجب المرسوم الأميري الصادر عن الأمير حمد بن خليفة آل ثاني بتاريخ 20 يناير 2004، كهيئة مستقلة لتصميم وتنفيذ وإدارة كافة المشاريع المتعلقة بالبنية التحتية والمرافق العامة للدولة. تتولى "أشغال" مسؤولية إنشاء وصيانة الطرق المحلية وأنظمة الصرف الصحي والطرق السريعة والمباني العامة مثل المساجد والمدارس والمستشفيات والمراكز الصحية والحدائق وغيرها.

## الهيكل التنظيمي للهيئة
الرئيس الحالي لأشغال هو المهندس محمد بن عبد العزيز المير.
تتكون وحدات أعمال "أشغال" من ثلاثة شؤون رئيسية:
- شؤون الأصول
- شؤون المشاريع
- شؤون الخدمات المشتركة

## البرامج
لدى "أشغال" حالياً البرامج الرئيسية التالية:
- برنامج الطرق السريعة [4]
- برنامج الطرق المحلية والصرف الصحي [5]

## المسؤوليات
كانت "أشغال" مسؤولة عن بناء مرافق البنية التحتية لبطولة كأس العالم لكرة القدم 2022 التي استضافتها قطر. التي خططت فيها قطر لإنفاق ما يصل إلى 100 مليار دولار في مشاريع البنية التحتية بين عامي 2013 و2022. وترتبط العديد من الشركات مثل سي إتش تو إم هل وكيه بي أر وبارسونز برينكرهوف بالعديد من مشاريع "أشغال".

## انتقادات
حصلت "أشغال" على العديد من العقود ومشاريع البنية التحتية المساهمة في الاستعدادات لكأس العالم 2022 في الدوحة . تلقت قطر قدرًا كبيرًا من الانتقادات والجدل حول عرضها لكأس العالم ، ومعظمها يتعلق بعمال المعالجة الذين تم تعيينهم لمشاريع البنية التحتية. وقد قدرت التقارير الواردة من مصادر متعددة أن ما يقرب من 4000 عامل مهاجر سيفقدون حياتهم في عملية البناء، والعديد منهم في عداد المفقودين، ويزعم أحد التقديرات أن عاملاً واحدًا على الأقل سيموت يوميًا. ادعى شاران بورو، من الاتحاد الدولي لنقابات العمال، أن العمال كانوا "عبيدًا في الأساس"، زاعمًا أن "الحكومة القطرية" ليس لديها أي التزام بحقوق الإنسان".
قبل الأمين العام للاتحاد الدولي للنقابات شاران بورو التغييرات في 30 أغسطس 2020 وقال إن قطر قامت بتنظيم نظام علاقاتها الصناعية وتفكيك اختلال توازن القوى المنهجي بين العمال وأصحاب العمل. تمثل هذه التغييرات قطيعة مع الماضي وتوفر مستقبلًا للعمال المهاجرين في قطر تدعمه قوانين تحترم العمال، إلى جانب أنظمة التظلم والانتصاف. ووفقاً للتقارير، فقد استفاد أكثر من 400 ألف شخص بشكل مباشر من الحد الأدنى الجديد للأجور، كما أن التحسينات في نظام حماية الأجور تحمي الآن 96% من العمال المؤهلين من إساءة استخدام الأجور، كما غادر مئات الآلاف من العمال قطر وعادوا دون إذن من صاحب العمل. منذ إدخال تصاريح الخروج.
وتوضح هذه الإحصائيات أثر الإصلاحات في قطر في التقرير الذي أعده ولي الأمر في 22 نوفمبر 2021. قام صندوق دعم وتأمين العمال، الذي تأسس عام 2019، بتوزيع مبلغ 358 مليون ريال قطري (حوالي 100 مليون دولار أمريكي) على أكثر من 35 ألف عامل، حتى مارس 2022، حسبما كشفت عنه منظمة العمل الدولية. وقد ساهمت منصة الشكاوى عبر الإنترنت في زيادة وصول العمال إلى وزارة العمل . وبلغ عدد الشكاوى ما يقارب 25 ألف شكوى في عام 2021، مقارنة بـ 11 ألف شكوى في العام السابق. لأول مرة في منطقة الخليج ينتخب العمال المهاجرين كممثلين لهم في مكان العمل. اعتبارًا من مارس 2022، تم انتخاب 228 ممثلًا للعمال لتمثيل ما يقرب من 40 ألف موظف في 37 مؤسسة. تم إنشاء منصات لرفع الأولويات والمناقشات التي تنبثق من اللجان المشتركة الفردية إلى مستوى المقاول الرئيسي، وعلى المستوى القطاعي وعلى المستوى الوطني، وقد تم ذلك في نفس تقرير منظمة العمل الدولية. 
اعتمد تشريع جديد لحماية العمال من الإجهاد الحراري خلال أشهر الصيف، مع تمديد ساعات العمل الصيفية التي يُحظر خلالها العمل في الهواء الطلق. هناك أيضًا عتبة لوقف العمل في الهواء الطلق، بغض النظر عن الوقت من اليوم أو السنة. ولتكملة تدابير الحماية التي ينص عليها قانون العمالة المنزلية، تم اعتماد عقد عمل موحد جديد لعاملات المنازل. وتم نشر مواد التوعية بحقوق العمال المنزليين بموجب القانون، كما تم إنشاء شبكات من العمال المنزليين.